# 珠海公交35路线
珠海公交35路线，是中华人民共和国广东省珠海市内一条公共汽车路线，往来跨境工业区及云顶澜山。
本線是珠海最後一批改為全空調的巴士路線，而本線的非空調尾車更是珠海史上最後一班開出的非空調班次。

## 线路简介
- 珠海公交35路线由珠海公交巴士有限公司（原珠海市公共汽车公司）拱北分公司营运。
- 服务时间：跨境工业区开出：06:30至21:25；云顶澜山开出：06:30至21:35。

## 历史
- 35路线于2004年由珠海市公共汽车公司开通，往返于拱北至体育中心南，爲填補翠微東路、紅山路地區公交空白而設。主要途径隧道南、武警支队、暨大北门、凤山工业城、红山修理厂等地，返程同途。[2]该路线采用广州牌GZK6100AD型公共汽车运行，空调车票价2元每人次，非空调车票价1元每人次。“普通车”班次与“空调车”班次呈梅花间竹式交替运行。
- 2005年，珠海公汽上调票价，本路線普通车票价调整为1.5元/人，空调车票价调整为2.5元/人，同时启动普通卡、学生卡乘车优惠。同年加入常州福莱西宝CJ6921G1CH型公共汽车运营。
- 2006年，35路线首末站从“体育中心南”延伸至“行政服务中心”。
- 2007年，爲方便珠澳跨境工業區人員及周邊居民出行，35路线首末站从“拱北”延伸至“跨境工业区”（原“跨境工业区”总站现已改为“跨境工业区北”路边站）。
- 2008年，35路线首末站从“行政服务中心”延伸至“公安村”，同年空调车更换为珠江GZ6100SC型公共汽车运营。
- 2009年，本線路全線更換爲郑州宇通ZK6108HGC型（普通车、空调车各占4台）巴士参与运营。
- 2010年，35路线首末站从“公安村”延伸至“云顶澜山”。
- 2011年6月28日，珠海公交对旗下所有巴士线路票价进行调整，本線路空调车票价调整为2元/人，普通车票价维持不变。
- 2012年，为加密班次，本線路加入3台厦门金龙XMQ6105G4型普通车运营。同年因港昌路修缮后的交通组织发生变化，从2012年11月6日起，本路线往“云顶澜山”方向在“跨境工业区”站发车后，取消“侨光西”站，增停“华发国际花园”站；同时往“跨境工业区”方向经“拱北万家”站后，取消“华骏大酒店”站，增停“国寿大厦”、“粤华西”、“港昌南”站。
- 2013年5月，本线路增加一台郑州宇通ZK6108HGB型空调巴士（精益空调版）运营。
- 2013年9月，为进一步方便珠澳跨境工业区内企业员工的公交出行，完善公共交通网络，35路线首末站由“跨境工业区”路邊首末站延伸至跨境工业区内，原“跨境工业区”更名为“跨境工业区北”。往“跨境工业区”方向经“跨境工业区北”站后，在园区内增设“中心路中”和“跨境二路”站，至新“跨境工业区”终点站；往“云顶澜山”方向增设“中心路中”站。[3]
- 2014年2月5日，受珠海有轨电车1号线工程施工及梅华路实行部分路段全封闭的交通管制影响，本线路往“云顶澜山”方向经“红山路南”站后，改经香华路、健民路、心华路、敬业路行驶，接回“特警支队”站，取消“行政服务中心”、“中级人民法院”、“梅华中”及“一中”站，增停“红山北”、“富康花园”、“旺角百货”及“葵竹苑”站。；往“跨境工业区”方向经“特警支队”站后，改经敬业路、心华路、健民路、香华路行驶，接回“红山路南”站，取消“一中”、“梅华中”及“行政服务中心”站，增停“葵竹苑”、“旺角百货”、“富康花园”及“红山北”站。[4]
- 2014年10月，梅华路改造完畢，本線路恢復原線行駛。
- 2015年12月1日：本線改為全空調服務，同時配車更換為珠海廣通GTQ6117N4GJ5型LNG空調巴士。